# 内田宏
内田宏（日语：内田 宏，うちだ ひろし），1918年2月23日—2014年8月25日，日本外交官，日本山梨县人。

## 生平
1941年，毕业于東京大学，之后供职于日本外务省。1972年，担任日本駐扎伊尔大使。1974年，担任外務省大臣官房儀典長。1977年，担任日本駐荷兰大使。 1981年，任日本驻法国大使。1984年离职。2014年8月25日，因急性呼吸不全去世，死于東京都涉谷区病院，享年96歳。

## 脚注
1. ↑  内田宏さん死去 元駐フランス大使 （页面存档备份，存于） 著名人の葬儀 2014年8月29日